# 九州·天空城II
《九州·天空城2》（英語：Novoland The Castle in the Sky Ⅱ），是一部2020年中国大陆古装玄幻剧。由徐正溪、王玉雯领衔主演，于2018年10月開機，12月殺青。台灣由WeTV獨家播出。

## 播出时间
| 频道           | 所在地   | 播出日期      | 备注                                                                                    |
| -------------- | -------- | ------------- | --------------------------------------------------------------------------------------- |
| 腾讯视频       | 中国大陆 | 2020年3月20日 | 腾讯视频VIP会员：会员抢先看6集，4月2日起VIP享超前点播特权 非会员：每周四五六20点更新2集 |
| WeTV           | 臺灣     | 2020年3月20日 | 每周四五六20:00更新2集，VIP搶先看6集                                                    |
| U-NEXT         | 日本     | 2021年6月2日  |                                                                                         |
| 有線綜合娛樂台 | 香港     | 2021年8月10日 | 逢星期一至五晚上22:30-23:30                                                             |
| 香港開電視     | 香港     | 2022年2月28日 | 逢星期一至五晚上21:30-22:30                                                             |

## 演员列表

### 主要演员
| 演員   | 角色          | 介紹 | 原版配音 | 粤語配音 |
| 徐正溪 | 雪景空/方無意 | 秘术师/学堂夫子/帝師/銀翼鐵騎舞象營教官/帝師 一百多岁，人称雪夫子；一袭素雅白衣仙气飘飘，纤尘不染，看起来超凡脱俗又有点冰凉似水，有一丝不食人间烟火的气息 育养一只宠物，欧咔 失去记忆后被云沐阳救起，是云沐阳义兄 本名叫方無意，方祈墨的爺爺的爺爺。 澜州大地最伟大的秘术师，人族，修炼上百年，生就一副永葆青春的俊美容颜。危险和病痛令雪景空高冷、禁欲、很少动感情，尤其不懂男女之爱，内心孤独。 遇到风如澈后，他孤独的心逐渐被打开，但他明明动心，却因为自己的“不祥”拼命克制。 雪景空虽勉力对抗宿命，最终还是为风如澈的平安牺牲了自己。他被重新封印在冰湖下，等待被再度唤醒。 劇末，受星商離之託，代為管理星辰閣。 | 张杰     | 梁皓翔   |
| 王玉雯 | 风如澈        | 孤兒→羽族金翼女皇→銀翼鐵騎舞象營學員→銀翼鐵騎金翼大將軍→羽族女皇 羽皇风天逸和星流花神易茯苓之独女 与羽还真是师徒关系 拥有金色羽翼，而被各方势力寻找 遇到秘术师雪景空后情窦初开 曾被璇璣斬斷翅膀及筋骨，丟下懸崖，被雪景空再度救活。 十八岁，女羽皇，风天逸和易茯苓的女儿，师承机关天才羽还真，是一位机关高手。 开朗豁达，天性乐观，信奉“穷开心也是开心”的生存哲学，靠着街头智慧漂泊江湖。 经历人世沉浮和家国离乱后，她明白了自己肩负的使命，从一个“今日不知明日事”的街头野丫头成长为为国为民的一代女皇。 | 张喆     | 何凱怡   |
| 李沐宸 | 涟漪          | 银翼铁骑女将军→银翼铁骑副將 十九岁，银翼铁骑的女将军，人族，云沐阳的副将和义妹。 涟漪心中虽痴爱云沐阳，却因为脸上的伤疤不敢向云沐阳表白。她对杜纤音有天然的敌意，总是想找出杜纤音是间谍的证据，与云沐阳屡次冲突。 被璇玑假扮的杜纤音所杀。 | 李诗萌   | 植婉雯   |
| 代文雯 | 杜纤音        | 无极场婢女→偽金翼女皇 十八岁，羽族，璇玑夫人的养女，因璇玑野心想让羽族灭亡，被迫淬炼出一双金翼。 心思机敏，性格决绝，善用柔弱外表掩饰自己，表面楚楚可怜，实则深藏不露。 杜纤音在璇玑夫人的爱与虐中长大，从未得到真正的关心。她被璇玑派入银翼铁骑当卧底，在云沐阳身边，她第一次感受到纯粹的温暖与爱。 她的一生都在被利用和欺骗，除了和云沐阳的爱情是唯一的真实。 | 唐小喜   | 楊婉潼   |
| 王子奇 | 云沐阳        | 银翼铁骑将军→鎮國大將軍（後因犯錯被拔除封號，永不敘用） 二十岁，骁勇善战的少年将军，羽族，未來的銀翼鐵騎首領，涟漪义兄，雪景空义弟。 正直勇敢的理想主义者，志向推翻雨国琮的暴政后遭遇连番打击陷入偏执。 云沐阳的心渐渐冷了，他生命中唯一的安慰与“热望”只剩下了他的情人杜纤音，他只想和杜纤音在“永生之境”中长相厮守，为此不惜一切代价。 | 王敏纳   | 陳漢祺   |
| 柴格   | 方祈墨        | 銀翼鐵騎舞象營學員 十九岁，人族，银翼铁骑训练营学员。 因为是方家后人，会一些秘术长得也帅，被学员们捧为男神。他一开始经常拿自己的“先祖”方无意来吹牛，用各种花哨的手段追求风如澈，在得知雪景空就是方无意后，再也不敢造次了。 后获得成长，成为风如澈重登皇位后的心腹重臣。 | 陈张太康 | 黃尉斯   |
| 李岱昆 | 白当当        | 守城小兵→将军 十七岁，人族，原是一名守城小兵，意外发现金翼女皇风如澈而被封将军，但因是虚职，他被人嘲笑为“白当将军”。 後受璇璣以母性命脅迫出賣風如徹，之後璇機廢了他將軍之位殺了他母親，為了報仇加入苗周義軍，之後才去銀翼鐵騎繼續侍奉風如澈。 白当当被风如澈的大仁大义所感动，成为了风如澈的忠心守护者，最终为风如澈牺牲。 | 钱文青   | 郭湛深   |

### 其他演员
| 演員   | 角色         | 介紹 | 原版配音 | 粤語配音 |
| 许晓诺 | 林月聰       | 銀翼鐵騎舞象營學員 十八岁，叛逆花痴的羽族富家小姐，因花痴雪景空的美貌加入银翼铁骑训练营。 一开始嫉妒风如澈屡起摩擦，之后因為幻境考試和风如澈化解误会，成為了生死好朋友，把对雪景空的爱藏于心底，成长为一名真正的银翼铁骑女战士。 最终成为风如澈重登皇位后的心腹重臣。                                      | 赵梦娇   | 梁賢美   |
| 梁又琳 | 璇玑夫人     | 人族国师 四十岁，南羽都女国师，却是一名人族。 她善于左右人心，挑起澜州大陆连年纷争从中取利。 璇玑的偏执令她一生陷入痛苦之中，报复不会让她感到快乐，但她又无法停下报复的脚步。是殺害杜纖音父母的人。劇末，因故得罪纬元霆，為讓自己少受苦難，委請女兒給她一個痛快。                                          | 阎萌萌   | 黎京玫   |
| 辛延禹 | 须臾         | 魅灵 永生兽“烬年”用靈力幻化成的魅灵，外表是一位清俊少年。 须臾听从烬年的驱使，唯一目标就是杀死雪景空。每当雪景空冰封症发作，须臾就会找到雪景空的踪迹。 擅法术，是雪景空的宿敌。后被星伤离和雪景空重伤，被烬年重伤并抛弃，被杜纤音所救并奉杜纤音为新主人。璇玑的秘术让他能开口说话。                        |          |          |
| 阿楠   | 星商离       | 星辰阁主 因为算出雪景空能够救自己的星辰阁，而答应常常幫助他。 约定每帮助一次，就收雪景空一个羽铢，等攒够100个羽铢，就带雪景空回星辰阁。 | 严明     | 黃尉斯   |
| 谢海波 | 雨国琮       | 羽族权臣 四十岁，羽族第一权臣。他横征暴敛，维护森严的等级制度，让整个国家都处在战争的阴影下。 雨国琮年少时是纬元霆家的家奴，他始终记得与纬元霆的这份兄弟情，在掌权后封纬元霆为国公。 纬元霆却联合璇玑夫人背叛了他。                                                                                        | 武文     | 柯偉聰   |
| 田重   | 纬元霆       | 羽族权臣 四十岁，南羽都国公，一人之下，万人之上。 耳根子软又小心眼，始终对曾经的好兄弟雨国琮心有芥蒂，联合璇玑夫人背叛了他。 因在战争中丧失生育能力，非常宠溺独子纬昭。他以为纬昭被云沐阳杀死，决心报复，没想到云沐阳竟是他失散的另一个儿子。 当他想挽回这段父子亲情时已经来不及了，最终被云沐阳亲手杀死。 | 王秋明   | 羅偉亮   |
| 王驾麟 | 齐振贤       | 銀翼鐵騎的主公 三十五岁，银翼铁骑的首领“银翼王”。 色厉内荏，表面对云沐阳是如父如兄的关怀，其实一直利用云沐阳为自己打天下。 璇璣的人，對璇璣沒有很忠心，愛錢，幫杜纖音隱瞞假女皇及其他事，一直向杜纖音勒索錢財，最後被杜纖音所殺害。                                                                        |          | 柯偉聰   |
| 王子铭 | 木栖         | 纬元霆的手下，被誣陷殺了銀翼鐵騎的主公 |          |          |
| 孙良君 | 长安         | |          |          |
| 王羽铮 | 纬昭         | 纬元霆之子 好色之人，喜歡美女，曾經跟風如澈有糾紛，然后在无极场上调戏杜纤音后被杜纖音虐杀殺，丟進河裡。 |          |          |
| 尹晨迪 | 马健         | |          |          |
| 李晓恬 | 秦芳         | 銀翼鐵騎舞象營學員 | 赵袭     |          |
| 陶辉   | 乔大         | 銀翼鐵騎舞象營學員 |          |          |
| 王耀崎 | 乔二         | 銀翼鐵騎舞象營學員 |          |          |
| 郁子阳 | 裴镜         | 雨国琮的手下 被杜纤音陷害是杀纬昭的凶手。 |          |          |
| 杜子阳 | 汪励         | |          |          |
| 吕莹娜 | 雯雯         | | 饶丹     |          |
| 李紫莹 | 小枝         | 风如澈婢女 | 赵袭     | 植婉雯   |
| 江樱子 | 紫娟         | 杜纤音婢女，因為知道杜纤音太多秘密，被杜纤音滅口 | 赵梦娇   |          |
| 丁贺   | 铁鹰         | 銀翼鐵騎成員之一，因散布謠言，被風如徹以擾亂軍心之名除之。 |          |          |
| 橹进   | 薛夫人       | |          | 陳凱婷   |
| 张海峰 | 擎天         | |          |          |
| 陈宝国 | 陆仁炳       | 銀翼鐵騎成員之一， |          |          |
| 赵赫   | 杨端         | |          |          |
| 吴利华 | 甄医师       | 銀翼鐵騎醫師 |          |          |
| 贾司特 | 裴焕         | |          |          |
| 侯觉   | 侯觉 饰 晓棠 | |          |          |
| 张小平 | 空桑         | 出身天機閣，與璇璣夫人為師兄、妹關係， |          |          |

### 第一部的角色
| 演員   | 角色   | 介紹 | 原版配音 | 粤語配音 |
| 张若昀 | 风天逸 | 文德帝（羽族之皇） 易茯苓之夫，风如澈之父 已归隐山林 （仅在回忆和对话中提及） 在风如澈6岁时,上古异兽烬年的封印有所异动,风刃率大军与之抗衡,风天逸夫妇后加入战场,一同在大戰中犧牲 详见九州·天空城                      |          |          |
| 关晓彤 | 易茯苓 | 文仁皇后（星流花神） 文德帝风天逸之妻，风如澈之母 已归隐山林 （仅在回忆和对话中提及） 在风如澈6岁时,上古异兽烬年的封印有所异动,风刃率大军与之抗衡,风天逸夫妇后加入战场,一同在大戰中犧牲 详见九州·天空城              |          |          |
| 赵健   | 风刃   | 羽族摄政王→风烈帝 风天逸叔叔，风如澈叔公 在羽皇风天逸携其妻易茯苓归隐山林后登基 （仅在对话中提及） 在风如澈6岁时,上古异兽烬年的封印有所异动,风刃率大军与之抗衡,风天逸夫妇后加入战场,一同在大戰中犧牲 详见九州·天空城 |          |          |

## 电视原声带
| 曲序 | 曲目               |        | 作曲         | 演唱   |
| ---- | ------------------ | ------ | ------------ | ------ |
| 1.   | 风雪叹（片尾曲）   | 黄星   | 高伟然       | 李琦   |
| 2.   | 不用你知道（插曲） | 孙艾藜 | 李可乐       | 李琦   |
| 3.   | 白痴（插曲）       | 黄星   | 高伟然、段炼 | 魏一宁 |
| 4.   | 若不厮守（插曲）   | 孙艾藜 | 高伟然、段炼 | 魏一宁 |
| 5.   | 思语万千（插曲）   | 孙艾藜 | 高伟然、段炼 | 魏一宁 |
| 6.   | 天空城（插曲）     | 黄星   | 高伟然       | 王子   |
| 7.   | 天秋（插曲）       |        | 高伟然       | 魏一宁 |
| 8.   | 月光酒（插曲）     | 黄星   | 高伟然、段炼 | 魏一宁 |
| 9.   | 空空（插曲）       | 黄星   | 高伟然、段炼 | 许靖韵 |
| 10.  | 倾心（插曲）       | 黄星   | 高伟然、段炼 | 许靖韵 |
| 11.  | 伤画（插曲）       | 黄星   | 高伟然、段炼 | 许靖韵 |
| 12.  | 茵梦（插曲）       | 黄星   | 高伟然       | 李琦   |
| 13.  | 戏言（插曲）       | 艾丽雅 | 高伟然       | 马吟吟 |
| 14.  | 音梦（插曲）       | 黄星   | 高伟然       | 关晓彤 |